# ازدواج همجنس در نیومکزیکو
ازدواج همجنس در نیومکزیکو از ۱۹ دسامبر ۲۰۱۳ و با حکم دادگاه عالی ایالت قانونی، و بلافاصله اجرا شد. پیش از آن ازدواج همجنس در ۳۳ شهرستان نیومکزیکو انجام می‌شد که ۵۸ درصد جمعیت ایالت را در خود جای داده بودند. در آن میان شهرستان برنالیلو و شهرستان سنتافه که پایتخت و پرجمعیت‌ترین شهر ایالت، سنتافه و البوکرکی را در خود جای داده‌اند، از ماه اوت و با حکم دادگاه چنین امکانی را فراهم کرده بودند.
نیومکزیکو هفدهمین ایالت آمریکا بود که ازدواج همجنس را قانونی کرد. گفتنی است که سوزانا مارتینز فرماندار ایالت، مخالفت خود را با قانونی شدن ازدواج همجنس اعلام کرده بود. علاوه بر آن امکان اعتراض وجود نداشت چرا که این حکم از سوی دادگاه عالی نیومکزیکو صادر شده بود.